# 山谷小屋

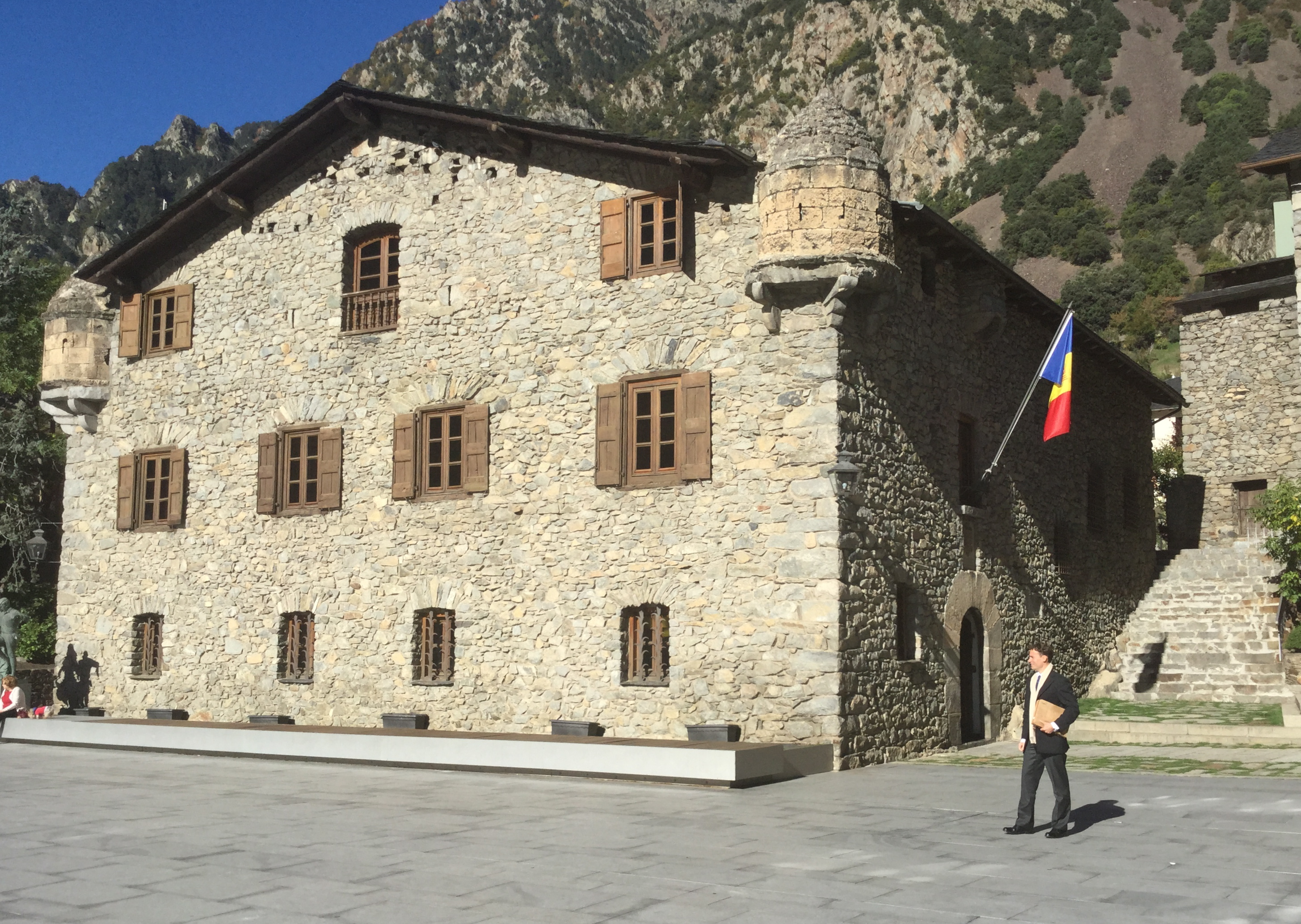
山谷小屋

山谷小屋（Casa de la Vall）是安道爾首都安道爾城的一座歷史建築，也是安道爾總委員會的總部所在地，位於安道爾國家圖書館東南。該建築是安道爾文化遺產。山谷小屋修建於1580年。